# 岩手県道・秋田県道194号西山生保内線
岩手県道・秋田県道194号西山生保内線（いわてけんどう・あきたけんどう194ごう にしやまおぼないせん）は、岩手県岩手郡雫石町から秋田県仙北市に至る一般県道である。岩手県・秋田県の県境部分は通行不能である。

## 概要
雫石町の北側、玄武温泉前の岩手県道212号雫石東八幡平線より分岐して滝ノ上温泉を通り葛根田地熱発電所で岩手県側の路線が終わる。岩手県と秋田県の県境付近は未開通で、秋田県側は蟹場温泉付近から路線が始まり、秋田県仙北市田沢湖生保内の国道341号交点で路線が終わる。

### 路線データ
- 総延長 : 不明
- 岩手県側 : 不明
- 秋田県側 : 15.088 km[2]
- 実延長：17.029 km
  - 岩手県側：9,9701 km[3]
  - 秋田県側：7,059 km[2]
- 起点 : 岩手県岩手郡雫石町長山字網張（岩手県道212号雫石東八幡平線交点）[4]北緯39度47分39秒 東経140度56分27.9秒
- 終点 : 秋田県仙北市田沢湖生保内字小先達69番1地先（小先達交差点、国道341号交点）[4]北緯39度44分23.65秒 東経140度43分0秒
- 未供用区間（秋田県） : 仙北市田沢湖生保内字小先達沢国有林3051林班から3050林班[5]

## 歴史
- 1959年（昭和34年）
  - 2月17日 - 秋田県側の区間が県道に認定される[4]。
  - 3月31日 - 岩手県側の区間が県道に認定される[3]。
- 2014年（平成26年）3月25日 - 仙北市田沢湖生保内字小先達沢国有林内の供用を廃止し、未供用区間にする[5]。

## 路線状況

### 重複区間
- 秋田県道127号駒ケ岳線（仙北市田沢湖生保内字駒ヶ岳・交点 - 仙北市田沢湖生保内字小先達・終点）、6.509 km[2]

### 交通不能区間
岩手県側岩手郡雫石町長山・葛根田地熱発電所前 - 秋田県境
秋田県側
- 仙北市田沢湖生保内駒ヶ岳 - 仙北市田沢湖生保内先達国有林、1,530 m

## 地理

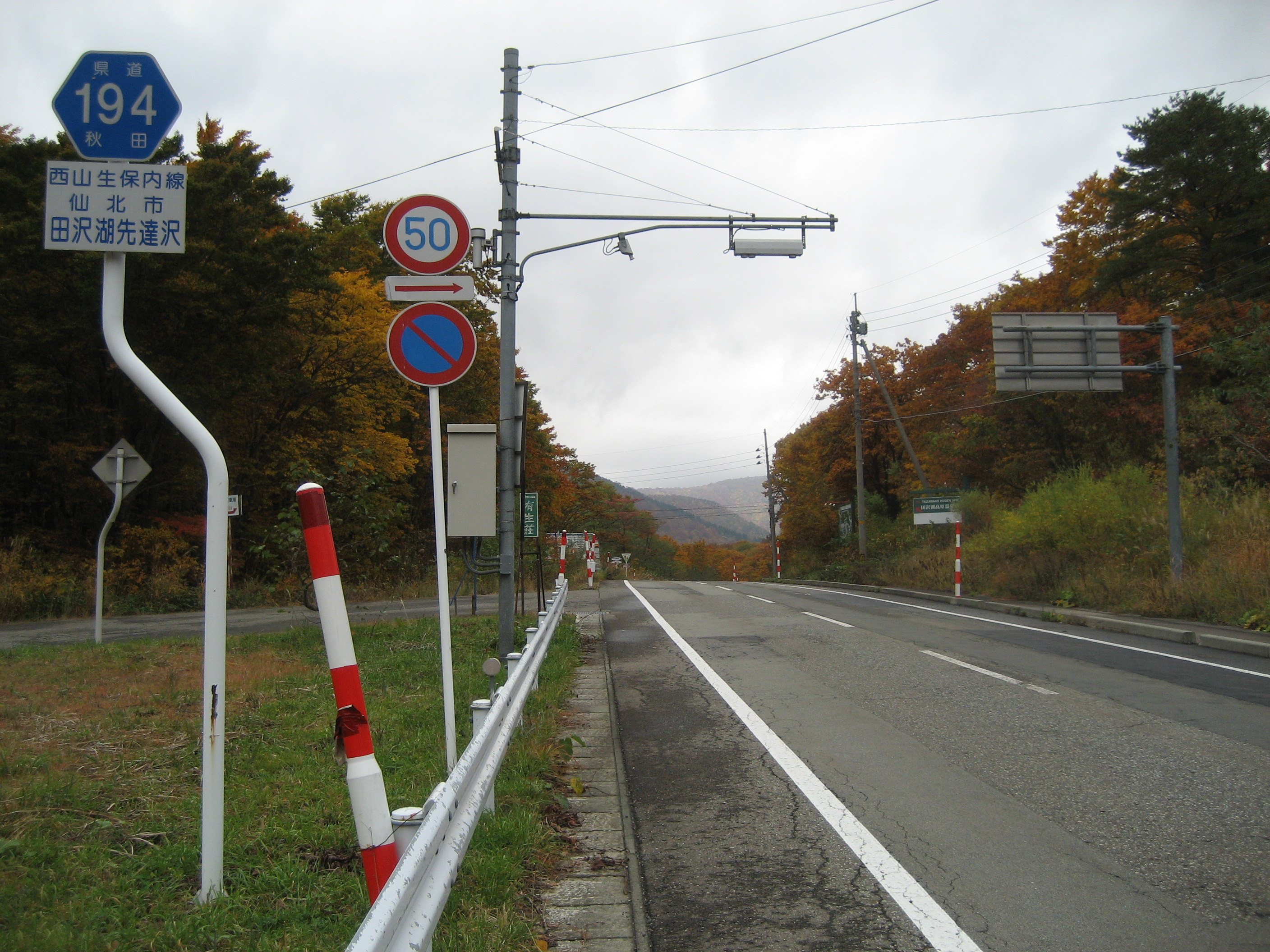
仙北市田沢湖先達沢付近

県境部分は険しい奥羽山脈に阻まれて、結局両県がこの道で結ばれることはなかった。

### 通過する自治体
- 岩手県
  - 岩手郡雫石町
- 秋田県
  - 仙北市

### 交差する道路
| 施設名                                   | 接続路線名                         | 備考               | 所在地                                                                        |
| ---------------------------------------- | ---------------------------------- | ------------------ | ----------------------------------------------------------------------------- |
|                                          | 岩手県道212号雫石東八幡平線        | 起点               | 岩手県岩手郡雫石町長山字網張                                                  |
| 〈岩手県側終点〉 葛根田地熱発電所前      |                                    |                    | 岩手県岩手郡雫石町長山北緯39度50分8.03秒 東経140度51分14.8秒                  |
| 岩手県・秋田県境【未供用・交通不能区間】 |                                    |                    |                                                                               |
| 〈秋田県側起点〉 蟹場温泉                |                                    |                    | 秋田県仙北市田沢湖保内字小先達沢国有林北緯39度48分20.6秒 東経140度47分53.66秒 |
|                                          | 秋田県道127号駒ケ岳線              |                    | 秋田県仙北市田沢湖生保内字駒ヶ岳北緯39度46分11.16秒 東経140度45分49.84秒      |
| 小先達交差点                             | 国道341号 秋田県道38号田沢湖西木線 | 終点 県道127号終点 | 秋田県仙北市田沢湖生保内字小先達                                              |

### 沿線の施設
岩手県
- 滝ノ上温泉
- 葛根田の大岩屋（国の天然記念物）

秋田県
- たざわ湖スキー場
- 田沢湖スポーツセンター
- アルパこまくさ
- 水沢温泉郷
- 田沢湖高原温泉郷
- 乳頭温泉郷
  - 孫六温泉
  - 黒湯温泉
  - 蟹場温泉
  - 妙乃湯温泉
  - 鶴の湯温泉
- 田沢湖金色大観音
- 秋田駒ケ岳登山口